# Sinclinale

Schema di sinclinale e anticlinale

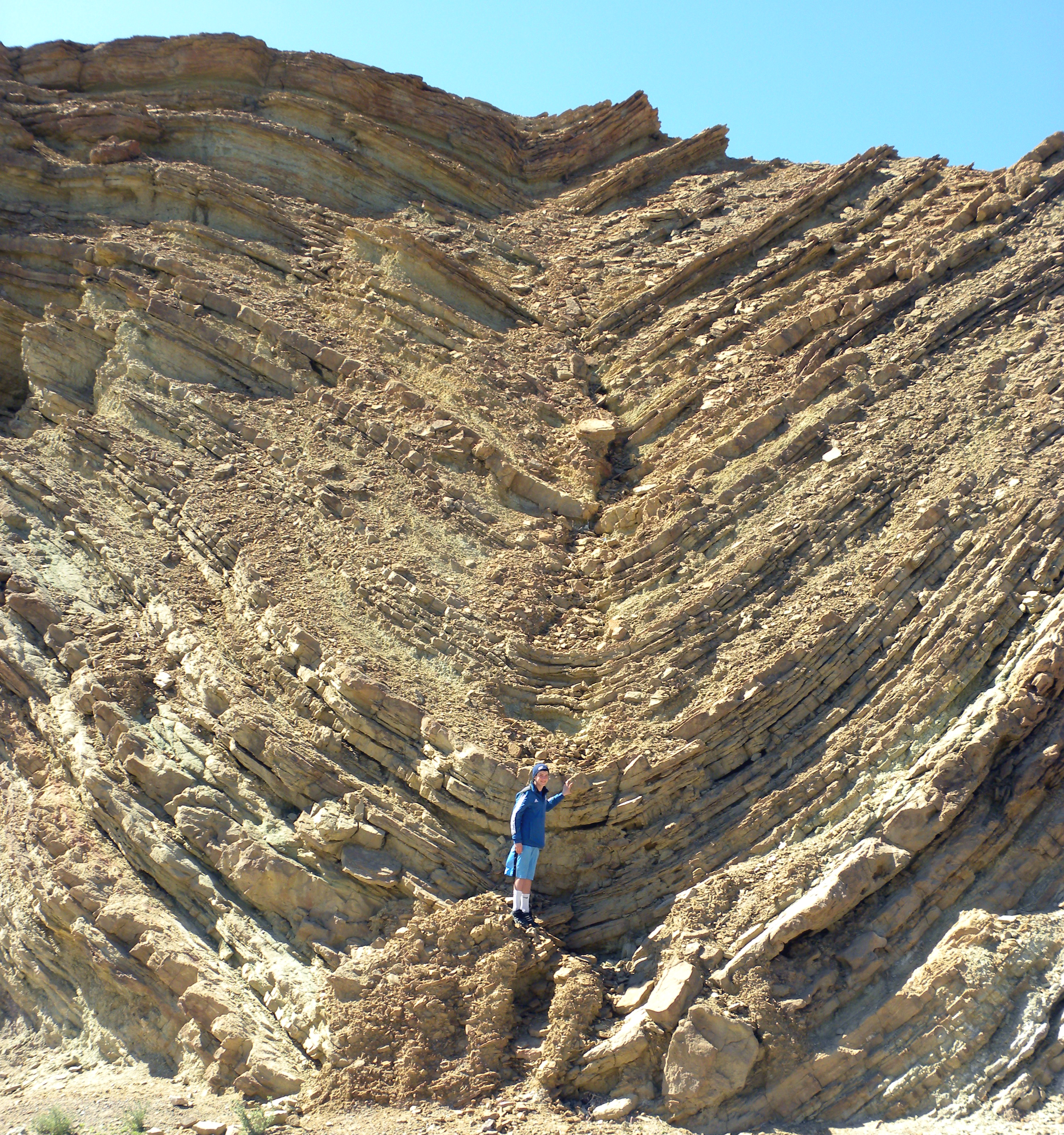
Sinclinale riconoscibile a scala d'affioramento

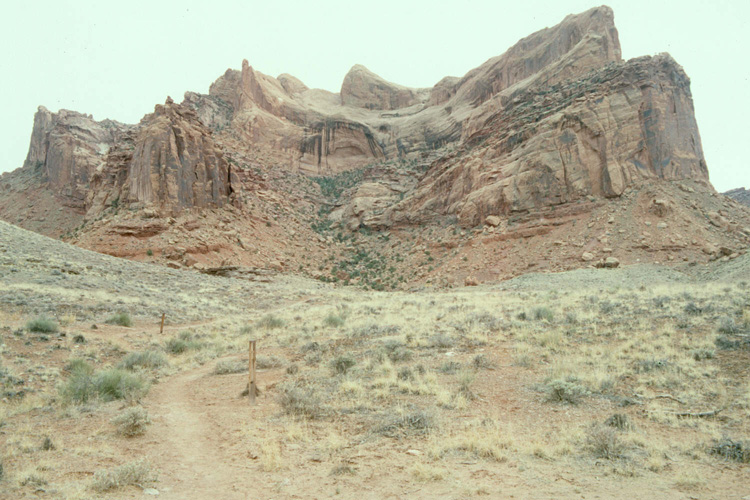
Ampia sinclinale riconoscibile a scala regionale

La sinclinale in geologia strutturale è una piega nelle rocce della crosta terrestre in cui la curvatura degli strati rocciosi presenta normalmente la sua convessità orientata verso il basso, nel suo nucleo si trovano rocce di età più giovane rispetto a quelle degli strati esterni.
Da notare che in affioramento, causa l'erosione, gli strati stratigraficamente più antichi si rinvengono all'esterno del nucleo della sinclinale, sui due fianchi della struttura mentre quelli più recenti si trovano all'interno, costituendone il suo nucleo.